# Stefan Joho
Stephan Joho es un ex ciclista profesional suizo. Nació en Bremgarten el 4 de septiembre de 1963. Fue profesional entre 1986 y 1992 ininterrumpidamente.
Su mayor éxito como profesional fue la etapa conseguida en el Giro de Italia de 1989, con final en Campobasso. Obtuvo un notable palmarés pero nunca consiguió destacar en pruebas importantes.

## Palmarés
| 1985 - Tour de Tannenberg 1986 - Vuelta a Aragón, más 3 etapas - 1 etapa de la Vuelta a Andalucía - 1 etapa del Tour de Romandía - 1 etapa de la Tour de Limousin - Tour de Berna 1987 - 1 etapa del Tour de Romandía - 1 etapa de la Volta a Cataluña 1988 - 2 etapas de la Vuelta a Suiza - 1 etapa del Giro de Italia - Giro de la Romagna | 1989 - 1 etapa del Giro de Italia - G. P. Pino Cerami 1990 - 1 etapa de la Vuelta a Bélgica - G. P. Industria y Comercio de Prato - Hofbrau Cup, más 1 etapa 1991 - Vuelta a Burgos |

## Equipos
- Kas (1986-1987)
- Ariostea (1988-1990)
- Weinmann-Eddy Merckx (1991)
- Ariostea (1992)